# Altus (Arkansas)
Altus és una població dels Estats Units a l'estat d'Arkansas. Segons el cens del 2000 tenia 817 habitants.

## Demografia
Segons el cens del 2000, Altus tenia 817 habitants, 339 habitatges, i 220 famílies. La densitat de població era de 172,4 habitants/km².
Dels 339 habitatges en un 31,3% hi vivien nens de menys de 18 anys, en un 46,6% hi vivien parelles casades, en un 12,7% dones solteres, i en un 35,1% no eren unitats familiars. En el 29,2% dels habitatges hi vivien persones soles el 13,9% de les quals corresponia a persones de 65 anys o més que vivien soles. El nombre mitjà de persones vivint en cada habitatge era de 2,41 i el nombre mitjà de persones que vivien en cada família era de 2,96.
Per edats la població es repartia de la següent manera: un 25,6% tenia menys de 18 anys, un 9,4% entre 18 i 24, un 27,4% entre 25 i 44, un 20,8% de 45 a 60 i un 16,8% 65 anys o més.
L'edat mitjana era de 37 anys. Per cada 100 dones de 18 o més anys hi havia 90 homes.
La renda mitjana per habitatge era de 21.842 $ i la renda mediana per família de 29.286 $. Els homes tenien una renda mediana de 25.000 $ mentre que les dones 18.583 $. La renda per capita de la població era de 17.376 $. Entorn del 19,7% de les famílies i el 28,1% de la població estaven per davall del llindar de pobresa.

## Poblacions més properes
El següent diagrama mostra les poblacions més properes.